# Shi Junjie
Shi Junjie (chiń. 石 俊杰; ur. 12 listopada 1980) – chińska judoczka.
Mistrzyni świata w 2007. Zajęła trzecie miejsce w drużynie na MŚ w 2008. Startowała w Pucharze Świata w 2009. Złota medalistka mistrzostw Azji w 2007. Trzecia na mistrzostwach Azji Wschodniej w 2006 roku.